# フランシス・ディッコー
フランシス・ディッコー（Francis Dickoh、1982年12月13日 - ）は、デンマーク・コペンハーゲン出身でガーナ国籍のサッカー選手。ポジションはDF。

## 経歴

### クラブ
2002年7月28日にデンマークのファルムBKからオーフスGF戦でプロデビューを果たした。2006年にオランダのFCユトレヒトに移籍した。

### 代表
デンマーク国籍を持ちながら両親がガーナ人であるが、ガーナ代表として2005年11月14日のサウジアラビア代表戦でデビューを果たした。2006年にはアフリカネイションズカップ2006に出場した。

## 所属クラブ
- FCノアシェラン 2003-2006
- FCユトレヒト 2006-2010
- ハイバーニアンFC 2010-2011
- アリス・テッサロニキFC 2011-2012
- サークル・ブルッヘ 2013
- FCミルティラン 2014-2016
- スナユスケ 2016
- リールストロムSK 2016-2017